# شهرستان بونی (ایندیانا)
شهرستان بونی، ایندیانا (به انگلیسی: Boone County, Indiana) شهرستانی در ایالات متحده آمریکا است که در ایندیانا واقع شده‌است.